# Off-the-grid
Der Ausdruck Off-the-grid oder Off-Grid bezeichnet im Allgemeinen eine genügsame Lebensweise, die geringe Abhängigkeit von öffentlichen Einrichtungen aufweist. Wörtlich übersetzt lautet off the grid „abgeschaltet“ (engl.: off) „vom (Versorgungs-) Netz“ (engl.: grid). Ins Deutsche lässt sich der Begriff am besten mit netzunabhängig oder autark übersetzen.

## Autarkie
Off-the-grid-Häuser und Einrichtungen sind autark, dementsprechend nicht mit örtlichen Wasser, Abwasser, Strom- oder Gasleitungen angeschlossen. Die Einrichtungen haben eigenständige Infrastruktur, welche nötig sind, um den Anforderungen gerecht zu werden. Es wird versucht, ohne externe Versorgung die Funktion der Einrichtung aufrechtzuerhalten.

## Elektrizität
Der Strom kann direkt vor Ort mithilfe erneuerbarer Energien erzeugt werden, durch Solar, Wind- oder Wasserkraft und im Normalfall in Form von Microgeneration. Es gibt auch Gemeinden, die völlig darauf verzichten, wie z. B. die Amischen oder die Mennoniten. Prinzipiell ist natürlich auch eine Erzeugung mit fossilen Brennstoffen, zum Beispiel mit Dieselgeneratoren, möglich.

### Ökonomische Aspekte
Wenn Netzparität erreicht werden kann, ist es unter Umständen günstiger, seinen eigenen Strom zu erzeugen, als ihn aus dem Netz zu beziehen. Das hängt vorrangig von den Installationskosten und der Verfügbarkeit erneuerbarer Energien ab, außerdem natürlich vom Preis für den Netzanschluss.
Bei sehr abgelegenen Gebäuden ist Off-the-Grid oft die einzige wirtschaftlich-vertretbare Möglichkeit zur Stromversorgung.

## Wasser
Zu den genutzten Wasserquellen vor Ort gehören Brunnen, Seen und Flüsse. Je nach verwendeter Quelle und Wasserqualität kommen dann zusätzlich Pump- und Filtrationssysteme zum Einsatz. Außerdem kann Regenwasser aufgefangen und genutzt werden.
Eine Potenzialanalyse zeigt, dass portable atmosphärische Wassergeneratoren einer Milliarde Menschen Zugang zu sauberem Wasser verschaffen könnten, wobei derartige off-the-grid Wassergewinnung in manchen Fällen „Bemühungen um den Aufbau einer dauerhaften leitungsgebundenen Infrastruktur untergraben kann“.
Bei UV-Systemen werden Lampen benutzt, die ultraviolettes Licht in das gefilterte Wasser abgeben, um alle Arten von Viren, Bakterien und Protozoen abzutöten.

## Temperaturkontrolle
Verschiedene Arten von passiven, netzunabhängigen Solarenergie-Kühlsystemen könnten zur Kühlung von Häusern und/oder zur Kühlung – etwa von Lebensmitteln – eingesetzt werden, darunter auch solche, die keine elektrischen Komponenten benötigen und die chemisch gespeicherte Energie auf Abruf liefern. Solche Systeme können für den Klimaschutz und für die Anpassung an die globale Erwärmung nützlich sein.

## Kommunikation

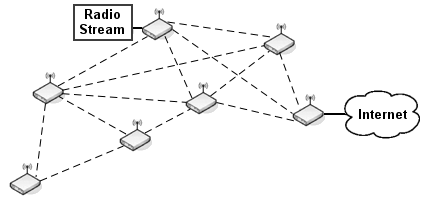
Mesh-Netzwerk mit Internet-Anbindung und lokalem Radio-Stream; Freifunk

Meshnets wie B.A.T.M.A.N. könnten zur Aufrechterhaltung oder zum Aufbau von Kommunikation ohne konventionelle Infrastruktur eingesetzt werden. Darüber hinaus könnten netzunabhängige Kommunikationstechnologien für die Umwelt-, Sicherheits- und Landwirtschaftsüberwachung sowie für die Notfallkommunikation und -koordinierung – z. B. zwecks Arbeitseinteilung – genutzt werden.

## Gesundheitsversorgung
Drohnen (Quadcopter) könnten für eine netzunabhängige Gesundheitsversorgung eingesetzt werden, insbesondere in den weltweit entlegensten Regionen. Wenn Kommunikationsmöglichkeiten gegeben sind, könnten sie z. B. Testproben, Medikamente, Impfstoffe, Lebensmittel, Wasser und Antivenine liefern.

## Abfallmanagement
Beim Abfallmanagement in kleinem Maßstab in Westeuropa – oft für spezifische oder standardisierte Abfälle – wird einem Bericht zufolge meist eine der beiden Hauptstrategien angewandt: aerobe (mit Pflanzen) und anaerobe Behandlung (mit Biogasproduktion).

## Smart villages
Smart Villages ist ein Konzept, das in Anlehnung an „Smart City“ entstanden ist.

## Verhältnis zu Alternativen
Off-the-grid-Strukturen können manchmal Bemühungen um den Aufbau dauerhafter Infrastruktur behindern – wie im Fall von Geräten zur Wassergewinnung und dauerhaften leitungsgebundenen Wasserversorgungsnetzen. Darüber hinaus können Netze oft wesentlich effizienter und effektiver oder notwendig sein – wie im Fall von Smart Grids und Super Grids für nachhaltige Energie – und daher sind Off-the-grid-Strukturen in großem Maßstab oft nur für die autonome Entwicklung von Alternativen durch Gemeinschaften, als Ausweichmöglichkeit („Fallback“), für die Katastrophenhilfe, für andere humanitäre Hilfe während vorübergehender Umsiedlungen und für die anfängliche Unterstützung langfristigen Infrastrukturaufbaus nützlich.

## Bilder

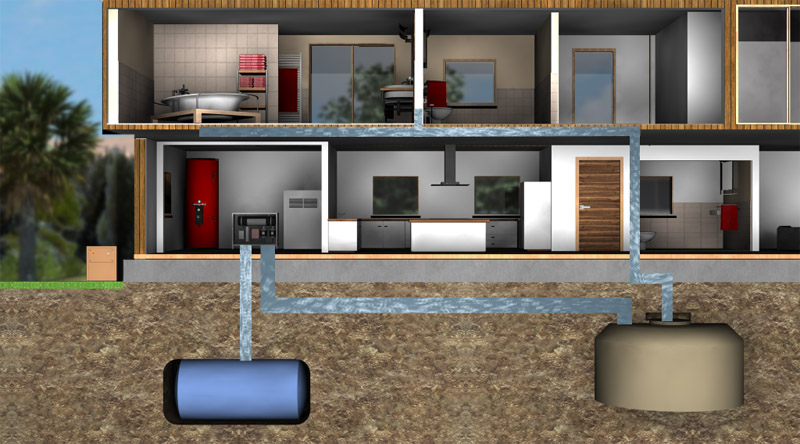
Geschlossenes Filtrationssystem
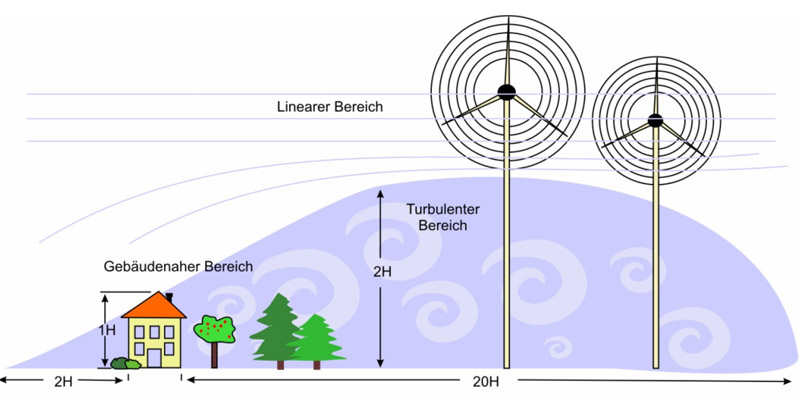
Kleinwindkraftanlagen
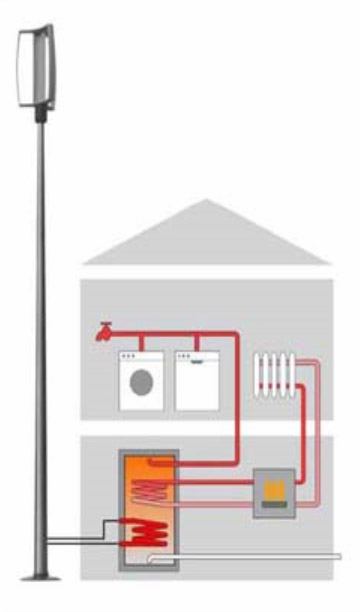
Kleinwindkraftanlage
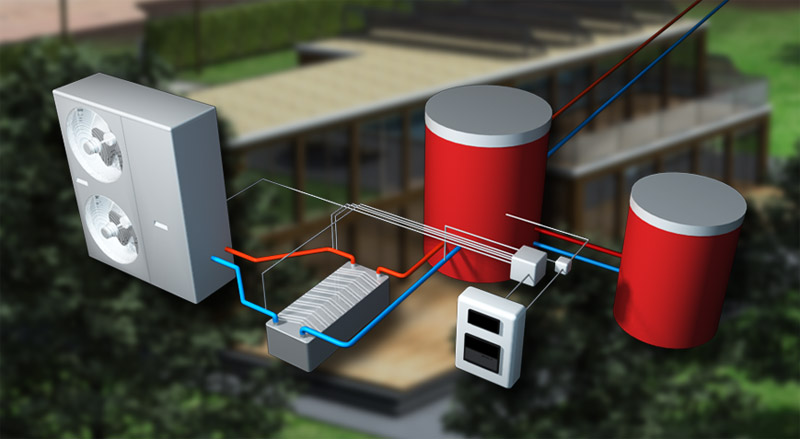
Wärmepumpensystem